# Jörg Philipp Terhechte
Jörg Philipp Terhechte (* 1975 in Salzkotten; † 22. November 2024) war ein deutscher Jurist, ordentlicher Professor an der Leuphana Universität Lüneburg, Professor an der University of Glasgow und Vizepräsident der Universität Lüneburg.

## Leben
Jörg Philipp Terhechte stammte aus einer westfälischen Familie. Sein Großvater war der Maler Theodor Terhechte. Sein Vater war der Maler, Kunsthistoriker und Kunsterzieher Hans Terhechte. Nach dem Abitur am Gymnasium Georgianum in Vreden studierte er von 1995 bis 2000 Rechtswissenschaften und zeitweise Philosophie und Volkswirtschaftslehre an der Universität Bielefeld. 2000 legte er das 1. Juristische Staatsexamen am Oberlandesgericht Hamm ab. Von 2003 bis 2005 absolvierte er sein Referendariat u. a. beim Bundeskartellamt in Bonn, der US-Sozietät Coudert Brothers LLP in Brüssel und der U.S. Federal Trade Commission in Washington D.C. 2005 legte er das 2. Juristische Staatsexamen in Düsseldorf ab. 2003 wurde er an der Fakultät für Rechtswissenschaft der Universität Bielefeld zum Dr. jur. promoviert. Der Titel seiner Dissertation lautet „Die ungeschriebenen Tatbestandsmerkmale des europäischen Wettbewerbsrechts“. Von 2000 bis 2004 war er Wissenschaftlicher Mitarbeiter von Armin Hatje am Lehrstuhl für Öffentliches Recht, Europa- und Völkerrecht an der Universität Bielefeld. Von 2004 bis 2006 war er Wissenschaftlicher Assistent an diesem Lehrstuhl. Von 2006 bis 2011 war er Wissenschaftlicher Assistent am Seminar für Öffentliches Recht und Staatslehre der Universität Hamburg, Seminarabteilung Europäisches Gemeinschaftsrecht.
2011 wurde er auf eine Universitätsprofessur (W2) für Öffentliches Recht (Staats- und Verwaltungsrecht) sowie Europarecht an die Universität Siegen berufen. Im Oktober 2012 erfolgte die Berufung auf den Lehrstuhl (W3) für Öffentliches Recht, Europa- und Völkerrecht sowie Regulierungs- und Kartellrecht an die Law School der Leuphana Universität Lüneburg. 2018 wurde er zudem auf eine Professur für Europäisches und Internationales Wirtschaftsrecht an die University of Glasgow berufen. Seit 2021 war er zudem Visiting Professor an der University of St. Andrews, Centre for Global Law & Governance. Er hat zahlreiche wissenschaftliche Gutachten erstattet und Vertretungen vor verschiedenen Gerichten (u. a. dem Bundesverfassungsgericht) und im Rahmen internationaler Schieds- und Investitionsschutzverfahren übernommen. Er hat wiederholt Stellungnahmen im Rahmen von Gesetzgebungsverfahren vor dem Bundestag, dem Bundesrat und verschiedenen Landesparlamenten abgegeben. 2022 wurde er in die Liste der EU von Schiedsrichtern und TSD-Experten für Streitigkeiten der EU im Rahmen von Drittstaatabkommen aufgenommen. 2021 wurde er Of Counsel der Sozietät Redeker Sellner Dahs in Berlin und Brüssel.
Seine Forschungs- und Arbeitsschwerpunkte bildeten das Öffentliche Recht (insbesondere das Staats- und Verwaltungsrecht, das Wirtschaftsverwaltungs-, Kartell- und Regulierungsrecht sowie das Sicherheits- und Verteidigungsrecht), das Europarecht (insbesondere das Europäische Verfassungs- und Verwaltungsrecht und das europäische Wirtschaftsrecht) sowie das Völkerrecht (insbesondere das WTO-Recht und das Internationale Wettbewerbs- und Kartellrecht, das Investitionsschutzrecht, State Immunity und das Internationale Verwaltungsrecht). Terhechte galt als ausgesprochen pro-europäisch und durch zahlreiche Gastprofessuren und Prozessvertretungen als international sehr gut vernetzt. Er beschäftigte sich zudem mit Fragen der wissenschaftlichen Weiterbildung/Executive Education und der Internationalisierung von Hochschulen.
Jörg Philipp Terhechte hatte drei Kinder und war mit der Rechtsanwältin und Dozentin Nicole Terhechte-Gerick verheiratet und lebte in Hamburg. Er starb im November 2024 nach langer schwerer Krankheit im Alter von 49 Jahren.

## Wirken
Terhechte war geschäftsführender Direktor des Center for European and International Law an der Leuphana Universität Lüneburg. Er hatte seit 2014 den Master-Studiengang „International Economic Law“ (LL.M.) im Rahmen eines Dual-Master-Programms mit der School of Law der University of Glasgow aufgebaut. Dieses Programm wurde in den letzten Jahren um weitere Partner ergänzt, etwa um die University of the West Indies (Jamaika, Barbados, Trinidad und Tobago). Darüber hinaus war er stellvertretender Studiengangsleiter des Erasmus Mundus Joint Master (LL.M.) in International Law of Global Security, Peace and Development (Joint-Programme mit IBEI Barcelona und den Universitäten Glasgow, Nijmwegen, Tartu und Freie Universität Brüssel). Zwischen 2020 und 2022 hat er maßgeblich am Aufbau des Master-Programms „Rechtswissenschaft“ (LL.M.) an der Leuphana Law School mitgearbeitet, das auch zur Ersten Juristischen Staatsprüfung führt.
Seit 2013 war Terhechte Leiter der Leuphana Professional School. Mit über 1.500 Studierenden und zahlreichen Studienprogrammen ist die Professional School heute eine der führenden Einrichtungen für wissenschaftliche Weiterbildung/Executive Education in Deutschland. 2016 wurde er zum Vizepräsidenten der Leuphana Universität Lüneburg gewählt und war für die Geschäftsbereiche Professional School, Internationalisierung und Fundraising verantwortlich. In diesem Amt wurde er 2020 vom Senat der Leuphana Universität Lüneburg bestätigt. Von 2020 bis 2023 war er Gründungsbeauftragter des Präsidiums für den Aufbau der neuen Fakultät für Staatswissenschaften der Leuphana Universität Lüneburg, die die Leuphana Law School, das Institut für Politikwissenschaft und das Institut für Volkswirtschaftslehre umfasst. Seit 2023 leitete er das Joachim-Herz-Promotionskolleg „Recht und Transformation“ an der Leuphana Law School. Er war Mitglied des Justizprüfungsamtes am Hanseatischen Oberlandesgericht Hamburg sowie des Justizprüfungsamts am Oberlandesgericht Celle.
2018 wurde er zum geschäftsführenden Direktor des Instituts for European Integration am Europa-Kolleg, Hamburg, gewählt und war auch Mitglied des Stiftungsvorstandes der Stiftung Europa-Kolleg, Hamburg. Seit 2019 war er Academic Director und Chairman des Academic Board des European Centre for Advanced Studies (ECAS), einer gemeinsamen akademischen Einrichtung der University of Glasgow und der Leuphana Universität Lüneburg. Das ECAS koordiniert ein Netzwerk mit über 30 Universitäten in Schottland und Niedersachsen. 2021 wurde er zum Beauftragten des Niedersächsischen Ministeriums für Wissenschaft und Kultur für die Hochschulzusammenarbeit zwischen Niedersachsen und Schottland bestellt. Er war gewähltes Mitglied der Ständigen Kommission Internationalisierung der Landeshochschulkonferenz (LHK) und war in den letzten Jahren Mitglied zahlreicher Regierungs- und Ministerdelegationen.
Jörg Philipp Terhechte war seit 2008 Mitherausgeber des European Yearbook of International Economic Law sowie seit 2004 Mitarbeiter der Schriftleitung der führenden europarechtswissenschaftlichen Zeitschrift Europarecht. Er war seit 2008 Gesamtschriftleiter der zehnbändigen Enzyklopädie des Europarechts. Seit 2018 war er einer der Herausgeber eines führenden Großkommentars zum Recht der EU (von der Groeben/Hatje/Schwarze/Terhechte), der seit 1958 im Nomos Verlag erscheint. Er schrieb regelmäßig für die Frankfurter Allgemeine Zeitung.

## Forschungsaufenthalte/Gastprofessuren/Auszeichnungen
Terhechte wurde für seine Dissertation 2005 mit dem Dissertationspreis der Westfälisch-Lippischen Universitätsgesellschaft ausgezeichnet. 2006 war er als DAAD-Postdoc-Stipendiat Visiting Scholar an der George Washington University Law School sowie bei der U.S. Federal Trade Commission in Washington D.C. 2008 war er als DAAD-Postdoc-Stipendiat Visiting Fellow am Institute for European and Comparative Law der University of Oxford. In 2008 war er auch Visiting Professor an der Radboud-Universität Nijmegen. Von 2006 bis 2015 war er Gastprofessor an der Karls-Universität Prag. Außerdem war er wiederholt Gastprofessor an der China-Europe-School of Law in Peking sowie von 2008 bis 2021 fortlaufend im Studiengang „Deutsches und Internationales Wirtschaftsrecht“ an der Universität St. Petersburg, 2016, 2018 und 2023 war Terhechte Gastprofessor an der University of the West Indies, Barbados. 2021 war er Visiting Professor an der University of the Western Cape in Kapstadt. Seit 2021 war er Visiting Professor an der University of St. Andrews.
2015 wurde Jörg Philipp Terhechte vom University Court der University of Glasgow zum Honorary Professor ernannt. Seit 2016 war er Member des Chartered Institute for Arbitration (CIArb), London und seit 2018 des Glasgow Center for International Law and Security. 2020 war er Nationaler Berichterstatter für den XXIX. FIDE-Kongress in Den Haag („National Courts and the Enforcement of EU Law“).

## Publikationen (Auswahl)

### Autor
- Die ungeschriebenen Tatbestandsmerkmale des europäischen Wettbewerbsrechts. Dissertation. Nomos Verlag, Baden-Baden 2004, ISBN 3-8329-0672-X.
- OPEC und europäisches Wettbewerbsrecht – Zugleich ein Beitrag zum Phänomen der Fragmentierung des internationalen Wirtschaftsrechts. Nomos Verlag, Baden-Baden 2008, ISBN 978-3-8329-3022-6.
- Konstitutionalisierung und Normativität der europäischen Grundrechte. Verlag Mohr Siebeck, Tübingen 2011, ISBN 978-3-16-150509-6.
- International Cartel and Merger Enforcement Law between Co-operation and Convergence. Springer Verlag, Berlin/Heidelberg 2011, ISBN 978-3-7694-0988-8.
- Staat und Spiel. Verlag Mohr Siebeck, Tübingen 2019, ISBN 978-3-16-154545-0.
- Europäische Verfassungsstudien. Nomos Verlag, Baden-Baden 2020, ISBN 978-3-8487-3010-0.
- Die Eigenständigkeit der Bundeswehrverwaltung als Verfassungsgebot. Neue Organisations- und Personalentwicklungen in der Bundeswehr vor und nach der Zeitenwende. Nomos Verlag, Baden-Baden 2023.

### Herausgeber
- mit Armin Hatje: Das Binnenmarktziel in der europäischen Verfassung. EuR-Beiheft 3/2004, Nomos-Verlag, Baden-Baden 2004.
- Die europäische Verfassung – Verfassungen in Europa. 45. Assistententagung Öffentliches Recht – Bielefeld 2005, Nomos Verlag, Baden-Baden 2005.
- mit Armin Hatje: Unternehmen und Steuern in Europa. EuR-Beiheft 1/2006, Nomos Verlag, Baden-Baden, 2006.
- Handbuch Internationales Kartell- und Fusionskontrollverfahrensrecht/International Cartel and Merger Enforcement Law (English Summaries). Gieseking Verlag, Bielefeld 2008, ISBN 978-3-7694-0988-8.
- mit Armin Hatje: Grundgesetz und europäische Integration – Die EU nach dem Lissabon-Urteil des Bundesverfassungsgerichts. EuR-Beiheft 1/2010, Nomos Verlag, Baden-Baden 2010, ISBN 978-3-8329-5334-8.
- mit Jürgen Basedow und Lubos Tichý: Private Enforcement of Competition Law. Nomos Verlag, Baden-Baden 2011, ISBN 978-3-8329-5651-6.
- Verwaltungsrecht der Europäischen Union. Nomos Verlag, Baden-Baden 2011, ISBN 978-3-8329-5328-7.
- Europarecht (EUV/AEUV)/European Law (TEU/TFEU)/Droit Europeen (TUE/TFUE). Nomos Verlag/Bruylant, Baden-Baden 2012, ISBN 978-3-8329-6415-3.
- mit Hans Michael Heinig: Postnationale Demokratie, Postdemokratie, Neoetatismus – Wandel klassischer Demokratievorstellungen in der Rechtswissenschaft. Verlag Mohr Siebeck, Tübingen 2013, ISBN 978-3-16-152609-1.
- mit Dirk Ehlers, Hans-Michael Wolffgang und Ulrich Jan Schröder: Aktuelle Entwicklungen des Rechtsschutzes und der Streitbeilegung im Außenwirtschaftsrecht. Verlag Recht und Wirtschaft, Frankfurt am Main 2013, ISBN 978-3-8005-1574-5.
- mit Stefan Leible: Europäisches Verfahrensrecht. (= Enzyklopädie des Europarechts, Band 3). Nomos Verlag, Baden-Baden 2014, ISBN 978-3-8329-7233-2.
- Internationale Dimensionen des europäischen Verwaltungsrechts. EuR-Beiheft 1/2016, Nomos Verlag, Baden-Baden 2016, ISBN 978-3-8487-3747-5
- mit Armin Hatje und Peter-Christian Müller-Graff: Europarechtswissenschaft. EuR-Beiheft 2/18, Nomos Verlag, Baden-Baden 2018, ISBN 978-3-8487-5674-2.
- Brexit-Abkommen, Vertragstext, Protokolle, Politische Erklärung, mit einer Einführung. Nomos Verlag, Baden-Baden 2020
- mit Stefan Leible: Europäisches Verfahrensrecht. (= Enzyklopädie des Europarechts, Band 3). Nomos Verlag, Baden-Baden 2. Auflage 2021
- Europarecht (EUV/AEUV)/European Law (TEU/TFEU)/Droit Europeen (TUE/TFUE). Nomos Verlag/Bruylant, Baden-Baden 2. Auflage 2021
- Verwaltungsrecht der Europäischen Union. Nomos Verlag, Baden-Baden 2. Auflage 2021
- Rechtsgespräche. Nomos Verlag, Baden-Baden 2022
- mit Gesa Kübek und Christian Tams: Handels- und Zusammenarbeitsabkommen EU/VK. Nomos Verlag, Baden-Baden 2022
- mit Gesa Kübek und Christian Tams: Trade and Cooperation Agreement EU/UK. A Handbook. C.H.Beck/Nomos/Hart 2023
- mit Ino Augsberg, Mansoor Koshan und Klaus Vieweg: Rechtsphilosophie nach Hegel – 200 Jahre Grundlinien der Philosophie des Rechts, Brill, Reihe jena-sophia
- mit Sebastian Graf von Kielmansegg und Dieter Weingärtner: Handbuch Recht der Streitkräfte. C.H.Beck 2024
- mit Armin Hatje und Jürgen Schwarze: Europäisches Unionsrecht (EUV/AEUV/GRC). Großkommentar, 4 Bände, Nomos Verlag, 8. Auflage, Baden-Baden 2025
- mit Jürgen Schwarze, Jürgen Becker, Ingo Brinker, Armin Hatje und Ulrich Karpenstein: EU-Kommentar, Nomos Verlag, 5. Auflage, Baden-Baden 2025

### Aufsätze und Beiträge zu Sammelwerken
- Der Vertrag von Lissabon: Grundlegende Verfassungsurkunde der europäischen Rechtsgemeinschaft oder technischer Änderungsvertrag?, Europarecht (EuR) 2008, S. 143–189.
- Das internationale Kartell- und Fusionskontrollverfahrensrecht zwischen Kooperation und Konvergenz, Zeitschrift für ausländisches öffentliches Recht und Völkerrecht (ZaöRV) 68 (2008), S. 689–761.
- Judicial Ethics for a Global Judiciary – How Judicial Networks Create their own Codes of Conduct, 10 German Law Journal (2009), S. 501–514.
- Energiekartelle im Lichte des WTO-Rechts – zugleich ein Beitrag zur Auslegung des Art. XX GATT, in: D. Ehlers/H.-M. Wolffgang/U. J. Schröder (Hrsg.), Energie und Klimawandel, Verlag Wirtschaft und Recht, Frankfurt. a. M. 2010, S. 61–74.
- Constitutional moments im europäischen Wettbewerbsrecht? – Wettbewerbsverfassung – Individualisierung – Ökonomisierung, in: P. Behrens/M. Kotzur (Hrsg.), 60 Jahre europäische Integration, Nomos, Baden-Baden 2015, S. 65–83.
- Eine neue Rechtsordnung des Völkerrechts... – Innovationsverfassung und Innovationen im Recht der EU, in: W. Hoffmann-Riem (Hrsg.), Innovationen im Recht, Nomos, Baden-Baden 2016, S. 160–196.
- Common Trade Policy and European Administrative Law, in: H. Hofmann/G. Rowe/A. Tuerk (Hrsg.), Specialised European Administrative Law, Oxford University Press, Oxford 2018, S. 60–101.
- Die Emergenz des Europarechts als eigenständiges Rechtsgebiet – Gründungsmythos und Konsolidierung, wissenschaftliche und curriculare Stabilisierung, politische Desillusionierung und Reformbemühungen, in: A. Hatje/P.-C. Müller-Graff/J. P. Terhechte (Hrsg.), Europarechtswissenschaft, EuR-Beiheft 1/2018, S. 61–114.
- Dimensionen und Wandlungen der Mitgliedschaftsverfassung der Europäischen Union – Beitritt, Austritt, Ausschluss, flexible Integration, Juristenzeitung (JZ) 2019, S. 101–111.
- Strukturen und Probleme des Brexit-Abkommens, Neue Juristische Wochenschrift (NJW) 2020, S. 415–420.
- Krise und Verstaatlichung, Juristenzeitung (JZ) 2020, S. 431–442.
- Methodenfragen im internationalen Verwaltungsrecht, in: W. Kahl/M. Ludwigs (Hrsg.), Handbuch des Verwaltungsrechts, Band II, C.F. Müller, Heidelberg 2021, § 53, S. 897–939.
- Deadend or Pathway to New Relations? – Structure and Problems of the EU-UK Withdrawal Agreement, in: J.-A. Kämmerer/H.-B. Schäfer (Hrsg.), Brexit and the Law - An Interdisciplinary Study, Eward Elgar, Cheltenham 2021, S. 92–109
- Unionsrechtlicher Eigentumsschutz und deutscher Atomausstieg, Europäische Zeitschrift für Wirtschaftsrecht (EuZW) 2021, S. 303–308.
- Environment-friendly Trade Policy Formulation in the European Union, in: P. Delimatsis/L. Reins (Hrsg.), Encyclopedia of Environmental Law & Trade, Edward Elgar, Cheltenham 2022, Chap. 61, S. 501–508.
- Kontinuität und Innovation in der frühen deutschen Europarechtswissenschaft – Hans Peter Ipsens „Europäisches Gemeinschaftsrecht“ nach 50 Jahren, Juristenzeitung (JZ) 2022, S. 1121–1131.

Darüber hinaus hat er über 300 Fachartikel, Kommentierungen, Zeitungs- und Blogbeiträge sowie Beiträge in Sammelbänden und Handbüchern veröffentlicht.